# Bellême
Bellême é uma comuna francesa na região administrativa da Normandia, no departamento Orne. Estende-se por uma área de 1,71 km². Em 2010 a comuna tinha 1 475 habitantes (densidade: 862,6 hab./km²).046 hab/km².